# Jetico Personal Firewall
Jetico Personal Firewall est un pare-feu personnel édité par Jetico, pour les systèmes d'exploitation Microsoft : Windows 98/ME/NT/2000/XP/7.

La version 1 d'utilisation gratuite est disponible sur le site officiel, et sa traduction en français sur Trad-Fr
La version 1 n'est plus en développement depuis aout 2006.
La version 2 supporte Windows Vista/XP/2003 Server/2000 en 32 et 64 bit. La version 2 est payante 39.95€